# Sombrero amarillo

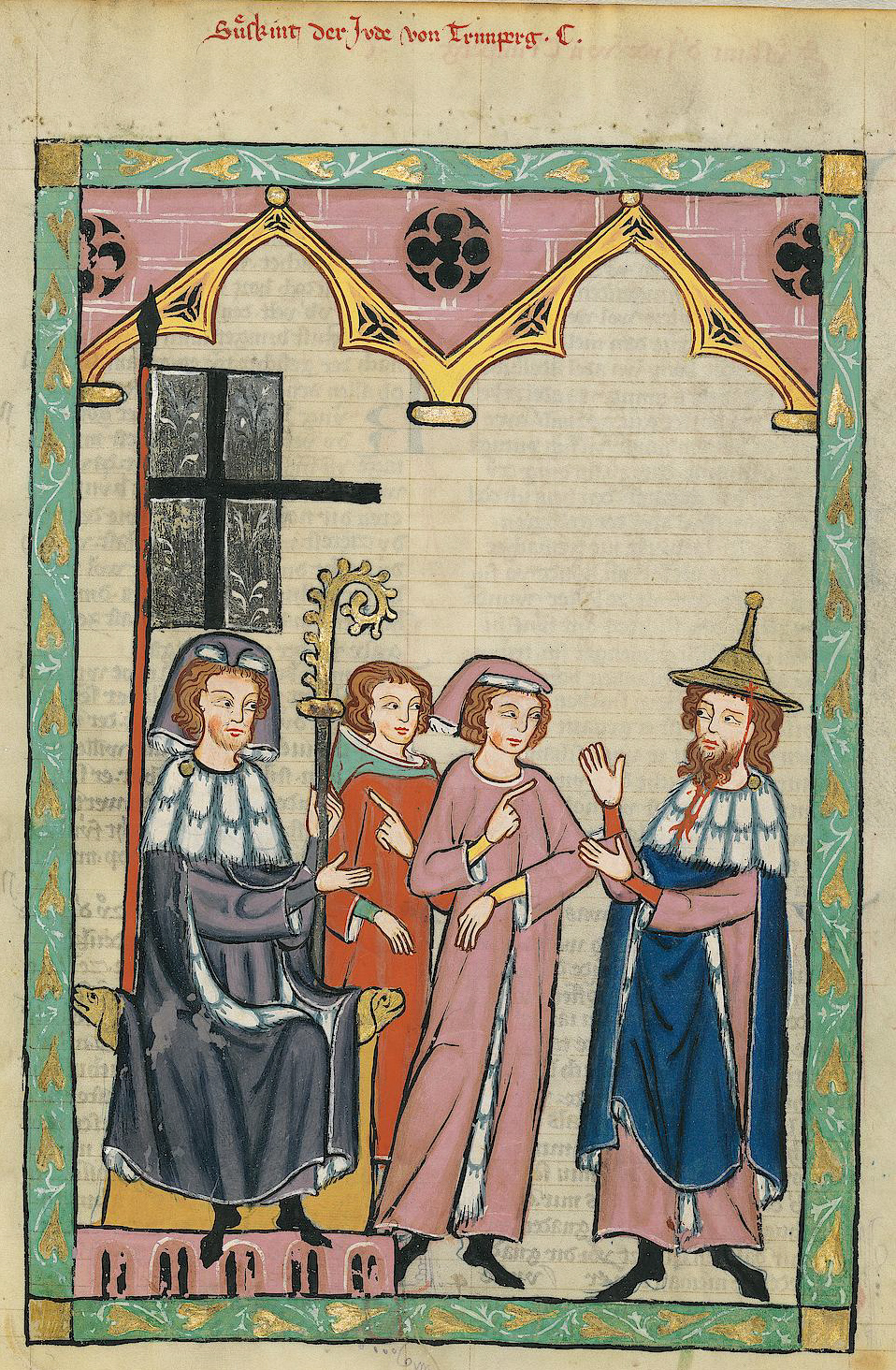
El poeta judío alemán Süßkind von Trimberg vistiendo el sombrero amarillo (Codex Manesse, .)

El sombrero amarillo o gorro judío (en alemán: Judenhut, o en latín pilleus cornutus) era un gorro con forma de cono, a menudo blanco o amarillo, usado por los judíos en la Europa medieval y en algunas partes del mundo islámico. Inicialmente era llevado de forma voluntaria. Se potenció en algunos lugares de Europa debido al IV Concilio de Letrán después de 1215 para los hombres judíos y adultos para distinguirse a unos de otros. A la vez aparecían guetos en las ciudades para que no se mezclaran con la población. Es similar al gorro frigio y puede tener su origen en la cultura preislámica persa, donde los judíos de Babilonia debían vestir con un sombrero.